# Почехова
Почехова (на словенски: Počehova) е село в Словения, Подравски регион, община Марибор. Според Националната статистическа служба на Република Словения през 2002 г. селото има 286 жители.